# Kevin Harbottle
Kevin Andrew Harbottle Carrasco (* 8. Juni 1990 in Antofagasta) ist ein chilenischer Fußballspieler. Der Stürmer bestritt ein Länderspiel für die chilenische Fußballnationalmannschaft.

## Karriere

### Verein
Kevin Harbottle begann seine Karriere in Antofagasta, wo er unter der Unterstützung seiner Familie in lokalen Ligen auf sich aufmerksam machte. Mit 14 Jahren trat er den Jugendmannschaften von Deportes Antofagasta bei und debütierte 2008 in der ersten Mannschaft. Nach einem kurzen Engagement bei Argentinos Juniors spielte er in verschiedenen chilenischen Vereinen wie CD O’Higgins, Unión Española und Universidad Católica, bevor er 2013 zu den Colorado Rapids in die MLS wechselte. Doch blieb ihm der Durchbruch verwehrt.
Nach seiner Rückkehr nach Chile durchlief Harbottle zahlreiche Stationen, darunter San Marcos, Deportes Temuco und erneut Unión Española sowie Deportes Antofagasta. Kurzzeitig spielte er in Mexiko bei Tampico Madero und kehrte 2020 nach Chile zurück, wo er 2020 die Segunda División mit Fernández Vial gewann und in der Primera B 2021 seine Torquote deutlich steigerte. Für 2023 wurde er als Neuzugang von Cobreloa präsentiert und gewann mit dem Klub aus der Wüste die Zweitligameisterschaft. 2024 wechselte er zu Curicó Unido.

### Nationalmannschaft
Für die chilenische Nationalmannschaft bestritt Harbottle im Mai 2010 sein einziges Länderspiel. Beim Freundschaftsspiel gegen Trinidad und Tobago wurde der Offensivakteur zur zweiten Spielhälfte für Carlos Labrín eingewechselt.
Zuvor hatte Harbottle bereits mit der U20-Nationalmannschaft unter Ivo Basay an der Südamerikameisterschaft 2009 und mit der U22-Nationalmannschaft unter Trainer César Vaccia beim Turnier von Toulon 2010 teilgenommen.

## Erfolge
Universidad Católica
- Chilenischer Pokalsieger: 2011

Santiago Morning
- Chilenischer Drittligameister: 2020

Cobreloa
- Chilenischer Zweitligameister: 2023